# La Courneuve
La Courneuve ([la kuʁˈnœv] ) è un comune francese di 38 047 abitanti situato nel dipartimento della Senna-Saint-Denis nella regione dell'Île-de-France.

## Sport
La locale squadra di football americano, i Flash de La Courneuve, ha vinto 9 titoli nazionali e una Fed Cup.

## Società

### Evoluzione demografica
Abitanti censiti

## Amministrazione

### Gemellaggi
- Yako
- Vitulazio
- Prešov
- Ocotal